# 勝占神社
勝占神社（かつらじんじゃ）は、徳島県徳島市勝占町にある神社である。

## 歴史
創祀年代は不詳。1875年（明治8年）までは杉尾大明神と呼ばれ、素盞嗚尊が祭神であったという説がある。
元暦元年（1184年）3月10日に源義経が屋島へ向かう途中に参拝したと伝わる。

## 祭神
- 大己貴命
- 配祀 - 事代主命、須勢理姫命、少名彦命、玉櫛姫命、大山祇命

## 摂末社
- 金比羅宮、袋振宮、秋葉神社、地神社

## 祭事
- 夏季大祭 - 7月9日
- 秋季大祭 - 10月9日

## 交通
- JR牟岐線「地蔵橋駅」より徒歩で約15分。
- 徳島自動車道「徳島インターチェンジ」より車で約20分。